# Asker
Asker è un comune norvegese della contea di Akershus, situato nella periferia di Oslo. Dal 2020 al 2023 ha fatto parte della contea di Viken, poi soppressa.
Nel suo territorio si trova il villaggio di Hvalstad. È famosa per aver ospitato la prima IKEA fuori dalla Svezia.
La città è il luogo di nascita del capo di Governo delle isole Svalbard, Pet Sefland; è, inoltre, il luogo dove è vissuto con la famiglia d'origine, fino alla fuga a Londra alla ricerca del successo, Morten Harket, degli a-ha.